# Дьябате, Сириль
Сири́ль Мокта́р Дьябате́ (фр. Cyrille Moktar Diabaté; 6 октября 1973, Ла-Сель-Сен-Клу) — французский кикбоксер и боец смешанного стиля, представитель тяжёлой и полутяжёлой весовых категорий. Выступал на профессиональном уровне в период 1997—2014 годов, известен по участию в турнирах таких бойцовских организаций как UFC, Rings, M-1 Global, Pride, К-1, Deep, Cage Rage и др.

## Биография
Сириль Дьябате родился 6 октября 1973 года в коммуне Ла-Сель-Сен-Клу департамента Ивелин. Увлёкся единоборствами с раннего детства, в возрасте восемнадцати лет уже принимал участие в различных соревнованиях. Прежде чем перейти в профессиональный спорт, сменил множество профессий: в разное время работал телохранителем, вышибалой в баре, каскадёром. На любительском уровне неоднократно становился чемпионом Франции по кикбоксингу, тайскому боксу, сидокан карате, шутбоксингу, саньда — преимущественно в дисциплинах с преобладанием ударной техники.

### Кикбоксинг
Дьябате начал карьеру профессионального бойца именно в кикбоксинге, где провёл более пятидесяти поединков и одержал более сорока побед. Выигрывал в кикбоксинге у таких известных бойцов как Рик Руфус, Ли Хасделл и Майкл Биспинг. В 2003 году участвовал в гран-при К-1 в Барселоне, где был остановлен представителем Хорватии Петаром Майсторовичем. В 2004 и 2005 годах встречался на ринге с белорусом Алексеем Игнашовым и россиянином Александром Пичкуновым соответственно, но обоим проиграл судейскими решениями.

### Смешанные единоборства
Дебютировал в смешанных единоборствах в марте 1999 года, на домашнем турнире Golden Trophy техническим нокаутом победил японца Рюта Сакураи. Год спустя вновь участвовал в этом турнире и снова одержал победу нокаутом. В 2001 году выступил на турнире организации Fighting Network Rings в Амстердаме, его поединок с голландцем Роднеем Глюндером, продлился оба отведённых раунда, и в итоге судьи зафиксировали ничью. В 2002 году Дьябате выступал на турнирах английского промоушена Cage Wars, затем дрался в Нидерландах в промоушене 2H2H, где взял верх над таким известным бойцом как Боб Схрейбер. После четырёх побед подряд потерпел четыре поражения, в том числе выступил на турнире M-1 Global в Санкт-Петербурге и на турнирах Cage Rage в Англии, в том числе удушающим приёмом «гильотина» проиграл знаменитому бразильцу Ренату Собралу.
В период 2005—2006 годов Дьябате активно выступал в Японии, в таких организациях как Real Rhythm и Deep. Одержав на японских рингах четыре победы, принял участие в турнире крупнейшего японского промоушена Pride Fighting Championships, где техническим нокаутом уступил бразильцу Маурисиу Руа. В дальнейшем дрался в менее престижных организациях, преимущественно в Англии, США и Канаде, сделал серию из пяти побед подряд.
Имея в послужном списке пятнадцать побед и шесть поражений, Дьябате привлёк к себе внимание крупнейшего американского промоушена Ultimate Fighting Championship — сначала он снялся в девятом сезоне их реалити-шоу The Ultimate Fighter, где выступил в роли тренера по ударной технике команды Дэна Хендерсона, а в феврале 2010 года подписал с UFC полноценный контракт. Дебютировал здесь с победы техническим нокаутом над бразильцем Луисом Кани, несмотря на то что в начале первого раунда сам пропустил сильный удар и побывал в состоянии грогги. Во втором поединке встретился с шведом Александром Густафссоном, тот доминировал в стойке весь первый раунд, а во втором повалил Дьябате и успешно применил на нём удушающий приём сзади. Это поражение оказалось первым для француза за последние четыре года.
В 2011 году Сириль Дьябате продолжил выступать в UFC, выиграл единогласным решением судей у Стива Кантуэлла, но затем сдачей в результате удушающего приёма проиграл Энтони Перошу. В апреле 2012 года должен был встретиться с шведом Йёргеном Крутом, но тот травмировался и был заменён Томом Деблассом — в итоге поединок завершился победой Дьябате решением большинства судей. Позже планировался его бой с бразильцем Фабио Мальдонадо, но тот вынужден был заменить травмировавшегося Куинтона Джексона в поединке против Гловера Тейшейры — в конечном счёте в соперники Дьябате достался Чед Григгс, и француз победил его удушающим приёмом сзади в середине первого раунда. В 2013 году в бою с Джими Манува надорвал икроножную мышцу и по окончании первого раунда отказался от продолжения боя, в результате чего рефери зафиксировал технический нокаут. Последний раз дрался в октагоне UFC в марте 2014 года, причём ещё до начала поединка заявил, что вне зависимости от результата завершит спортивную карьеру. Он проиграл удушающим приёмом шведу албанского происхождения Илиру Латифи и сразу по окончании боя, как и обещал, объявил об уходе из спортивных единоборств. Всего провёл в ММА на профессиональном уровне 30 боёв, из них 19 выиграл, 10 проиграл, в одном случае результат оказался ничейным.

## Статистика в профессиональном ММА
| Боёв 30  | Побед 19 | Поражений 10 |
| -------- | -------- | ------------ |
| Нокаутом | 8        | 2            |
| Сдачей   | 6        | 5            |
| Решением | 5        | 3            |
| Ничьи    | 1        | 1            |

| Результат | Рекорд  | Соперник             | Способ                     | Турнир                                 | Дата             | Раунд | Время | Место                   | Примечание |
| --------- | ------- | -------------------- | -------------------------- | -------------------------------------- | ---------------- | ----- | ----- | ----------------------- | ---------- |
| Поражение | 19-10-1 | Илир Латифи          | Сдача (удушение ниндзи)    | UFC Fight Night: Gustafsson vs. Manuwa | 8 марта 2014     | 1     | 3:02  | Лондон, Англия          |            |
| Поражение | 19-9-1  | Джими Манува         | TKO (травма)               | UFC on Fuel TV: Barao vs. McDonald     | 16 февраля 2013  | 1     | 5:00  | Лондон, Англия          |            |
| Победа    | 19-8-1  | Чед Григгс           | Сдача (удушение сзади)     | UFC 154                                | 17 ноября 2012   | 1     | 2:24  | Монреаль, Канада        |            |
| Победа    | 18-8-1  | Том Дебласс          | Решение большинства        | UFC on Fuel TV: Gustafsson vs. Silva   | 14 апреля 2012   | 3     | 5:00  | Стокгольм, Швеция       |            |
| Поражение | 17-8-1  | Энтони Перош         | Сдача (удушение сзади)     | UFC 138                                | 5 ноября 2011    | 2     | 3:09  | Бирмингем, Англия       |            |
| Победа    | 17-7-1  | Стив Кантуэлл        | Единогласное решение       | UFC Live: Sanchez vs. Kampmann         | 3 марта 2011     | 3     | 5:00  | Луисвилл, США           |            |
| Поражение | 16-7-1  | Александр Густафссон | Сдача (удушение сзади)     | UFC 120                                | 16 октября 2010  | 2     | 2:41  | Лондон, Англия          |            |
| Победа    | 16-6-1  | Луис Кани            | TKO (punches)              | UFC 114                                | 29 мая 2010      | 1     | 2:13  | Лас-Вегас, США          |            |
| Победа    | 15-6-1  | Роб Смит             | Сдача (удушение сзади)     | TPF 2: Brawl in the Hall               | 3 декабря 2009   | 1     | 1:47  | Лемор, США              |            |
| Победа    | 14-6-1  | Маркус Хикс          | Сдача (рычаг локтя)        | AMMA 1: First Blood                    | 24 октября 2009  | 1     | 1:29  | Эдмонтон, Канада        |            |
| Победа    | 13-6-1  | Лодан Синкейд        | TKO (остановлен врачом)    | PFC 12: High Stakes                    | 22 января 2009   | 2     | 1:15  | Лемор, США              |            |
| Победа    | 12-6-1  | Джейми Флетчер       | Единогласное решение       | ShoXC: Hamman vs. Suganuma 2           | 15 августа 2008  | 3     | 5:00  | Фрайант, США            |            |
| Победа    | 11-6-1  | Райан Робинсон       | Сдача (рычаг локтя)        | Cage Rage 21                           | 21 апреля 2007   | 1     | 1:15  | Лондон, Англия          |            |
| Поражение | 10-6-1  | Маурисиу Руа         | TKO (топтанием)            | Pride Final Conflict Absolute          | 10 сентября 2006 | 1     | 5:29  | Сайтама, Япония         |            |
| Победа    | 10-5-1  | Ясухито Намэкава     | KO (летучее колено)        | Real Rhythm: 4th Stage                 | 30 июля 2006     | 2     | 1:50  | Осака, Япония           |            |
| Победа    | 9-5-1   | Ясухито Намэкава     | KO (удары руками)          | Deep: 24 Impact                        | 11 апреля 2006   | 2     | 2:22  | Токио, Япония           |            |
| Победа    | 8-5-1   | Такахиро Оба         | Сдача (удушение сзади)     | Real Rhythm: 3rd Stage                 | 4 марта 2006     | 2     | 3:47  | Осака, Япония           |            |
| Победа    | 7-5-1   | Му Джин На           | KO (ногой в голову)        | Real Rhythm: 2nd Stage                 | 19 ноября 2005   | 1     | 1:28  | Осака, Япония           |            |
| Поражение | 6-5-1   | Фабио Пьямонте       | Сдача (треугольник руками) | Cage Rage 12                           | 2 июля 2005      | 1     | 2:09  | Лондон, Англия          |            |
| Поражение | 6-4-1   | Ренату Собрал        | Сдача (гильотина)          | Cage Rage 9                            | 27 ноября 2004   | 1     | 3:38  | Лондон, Англия          |            |
| Поражение | 6-3-1   | Арман Гамбарян       | Единогласное решение       | M-1 MFC: Middleweight GP               | 9 октября 2004   | 3     | 5:00  | Санкт-Петербург, Россия |            |
| Поражение | 6-2-1   | Родней Глюндер       | Единогласное решение       | 2 Hot 2 Handle                         | 22 февраля 2004  | 2     | 3:00  | Амстердам, Нидерланды   |            |
| Победа    | 6-1-1   | Джеймс Жукич         | Единогласное решение       | EF 1: Genesis                          | 13 июля 2003     | 3     | 5:00  | Лондон, Англия          |            |
| Победа    | 5-1-1   | Дейв Вадер           | Сдача (треугольник)        | 2H2H: Simply the Best 6                | 16 марта 2003    | 1     | 3:40  | Роттердам, Нидерланды   |            |
| Победа    | 4-1-1   | Боб Схрейбер         | Решение судей              | 2H2H: Simply the Best 5                | 13 октября 2002  | 2     | 3:00  | Роттердам, Нидерланды   |            |
| Победа    | 3-1-1   | Мэтт Фрай            | KO (удары руками)          | Cage Wars 2                            | 15 мая 2002      | 1     | N/A   | Лондон, Англия          |            |
| Поражение | 2-1-1   | Джош Демпси          | Решение судей              | Cage Wars 1                            | 23 февраля 2002  | 2     | N/A   | Портсмут, Англия        |            |
| Ничья     | 2-0-1   | Родней Глюндер       | Ничья                      | Rings Holland: No Guts, No Glory       | 10 июня 2001     | 2     | 5:00  | Амстердам, Нидерланды   |            |
| Победа    | 2-0     | Андре Юшкевичус      | KO (удары руками)          | Golden Trophy 2000                     | 18 марта 2000    | 1     | 0:49  | Орлеан, Франция         |            |
| Победа    | 1-0     | Рюта Сакураи         | TKO (удары руками)         | Golden Trophy 1999                     | 20 марта 1999    | 2     | N/A   | Франция                 |            |